# Les Bas-fonds de Londres
Pour plus de détails, voir Fiche technique et Distribution.
Les Bas-fonds de Londres (Where's Jack ?) est un film américain de James Clavell sorti en 1969.

## Synopsis
À Londres en 1720, les aventures de Jack Sheppard, cambrioleur et spécialiste de l'évasion.

## Fiche technique
- Titre : Les Bas-fonds de Londres
- Titre original : Where's Jack ?
- Réalisateur : James Clavell
- Scénario : David Newhouse et Rafe Newhouse
- Musique : Elmer Bernstein
- Photographie : John Wilcox
- Montage : Peter Thornton
- Production : Stanley Baker et James Clavell
- Société de production : Oakhurst Productions
- Société de distribution : Paramount Pictures
- Pays :  Royaume-Uni
- Genre : Biopic, aventure, drame et historique
- Durée : 120 minutes
- Dates de sortie : 
  -  Royaume-Uni : 1er avril 1969 (Londres)
  -  France : 29 juillet 1970

## Distribution
- Tommy Steele : Jack Sheppard
- Stanley Baker : Jonathan Wild
- Alan Badel : le lord chancelier Thomas Parker
- Dudley Foster : Blueskin
- Fiona Lewis : Edworth Bess Lyon
- Sue Lloyd : Lady Darlington
- Noel Purcell : Leatherchest
- Eddie Byrne : Révérend Wagstaff
- Michael Elphick : Hogarth
- Howard Goorney : le chirurgien
- John Hallam : le capitaine
- Caroline Munro : Mme. Vendome
- George Woodbridge : le bourreau
- Harold Kasket : le roi George Ier
- Cardew Robinson : le maire Peter Delmé